# Альваро Одріосола
Альваро Одріосола (ісп. Álvaro Odriozola, нар. 14 грудня 1995, Сан-Себастьян) — іспанський футболіст, захисник клубу «Реал Мадрид».
Виступав, зокрема, за клуб «Реал Сосьєдад» та «Фіорентіну», а також молодіжну збірну Іспанії.

## Клубна кар'єра
Народився 14 грудня 1995 року в місті Сан-Себастьян. Вихованець футбольної школи клубу «Реал Сосьєдад» з рідного міста, в якій перебував з 2006 році, коли йому було десять років.
1 вересня 2013 року він дебютував за дублюючу команду в матчі Сегунди Б проти «Лас-Пальмас Атлетіко» (0:3). Того ж місяця розпочав виступи за команду до 19 років у дебютному розіграші Юнацької ліги УЄФА. З наступного сезону 2014/15 став основним гравцем дублюючої команди, за яку загалом за 4 сезони провів 85 матчів у третьому іспанському дивізіоні.
16 січня 2017 року, через травми гравців основної команди Карлоса Мартінеса і Хосеби Сальдуа, Одріосола отримав шанс дебютувати за основну команду в матчі Ла ліги проти «Малаги» (2:0). Після цього до кінця сезону він зіграв у 16 конкурентних матчах , а з наступного сезону став основним гравцем рідної команди. Станом на 8 травня 2018 року відіграв за клуб із Сан-Себастьяна 45 матчів в національному чемпіонаті.
До складу клубу «Реал Мадрид» приєднався влітку 2018 року. За наступні півтора роки гравцем основного складу «вершкових» не став і відіграв за королівський клуб лише 18 матчів у національному чемпіонаті.
Першу половину 2020 року провів в оренді в мюнхенській «Баварії», взявши за цей час участь лише в декількох матчах, після чого повернувся до «Реала».
28 серпня 2021 року був орендований італійською «Фіорентіною».

## Виступи за збірні
Залучався до складу молодіжної збірної Іспанії. У 2017 році в складі збірної до 21 року Альваро став срібним призером молодіжного чемпіонату Європи 2017 року у Польщі, зігравши в одному матчі проти збірної Сербії.
6 жовтня 2017 року дебютував в офіційних іграх у складі національної збірної Іспанії в відбірковому матчі чемпіонату світу 2018 року проти збірної Албанії.
У травні 2018 року був включений до заявки національної команди для участі у тогорічному чемпіонаті світу в Росії, в іграх якого, утім, участі не брав. Після мундіалю до лав збірної не викликався.

## Статистика виступів

### Статистика клубних виступів
Станом на 1 вересня 2021
| Сезон                       | Команда                     | Чемпіонат                   | Чемпіонат | Чемпіонат | Національний кубок | Національний кубок | Національний кубок | Континентальні кубки | Континентальні кубки | Континентальні кубки | Інші змагання | Інші змагання | Інші змагання | Усього | Усього |
| Сезон                       | Команда                     | Ліга                        | Ігор      | Голів     | Ліга               | Ігор               | Голів              | Ліга                 | Ігор                 | Голів                | Ліга          | Ігор          | Голів         | Ігор   | Голів  |
| --------------------------- | --------------------------- | --------------------------- | --------- | --------- | ------------------ | ------------------ | ------------------ | -------------------- | -------------------- | -------------------- | ------------- | ------------- | ------------- | ------ | ------ |
| 2013–14                     | «Реал Сосьєдад Б»           | СДБ                         | 9         | 0         | -                  | -                  | -                  | -                    | -                    | -                    | -             | -             | -             | 9      | 0      |
| 2014–15                     | «Реал Сосьєдад Б»           | СДБ                         | 27        | 1         | -                  | -                  | -                  | -                    | -                    | -                    | -             | -             | -             | 27     | 1      |
| 2015–16                     | «Реал Сосьєдад Б»           | СДБ                         | 32        | 2         | -                  | -                  | -                  | -                    | -                    | -                    | -             | -             | -             | 32     | 2      |
| 2016–17                     | «Реал Сосьєдад Б»           | СДБ                         | 18        | 0         | -                  | -                  | -                  | -                    | -                    | -                    | -             | -             | -             | 18     | 0      |
| Усього за «Реал Сосьєдад Б» | Усього за «Реал Сосьєдад Б» | Усього за «Реал Сосьєдад Б» | 86        | 3         |                    | -                  | -                  |                      | -                    | -                    |               | -             | -             | 86     | 3      |
| 2016–17                     | «Реал Сосьєдад»             | ПД                          | 15        | 0         | КІ                 | 1                  | 0                  | -                    | -                    | -                    | -             | -             | -             | 16     | 0      |
| 2017–18                     | «Реал Сосьєдад»             | ПД                          | 35        | 0         | КІ                 | 0                  | 0                  | ЛЄ                   | 6                    | 1                    | -             | -             | -             | 41     | 1      |
| Усього за «Реал Сосьєдад»   | Усього за «Реал Сосьєдад»   | Усього за «Реал Сосьєдад»   | 50        | 0         |                    | 1                  | 0                  |                      | 6                    | 1                    |               | -             | -             | 57     | 1      |
| 2018–19                     | «Реал Мадрид»               | ПД                          | 14        | 0         | КІ                 | 5                  | 1                  | ЛЧ                   | 3                    | 0                    | СУ+КЧС        | 0+0           | 0             | 22     | 1      |
| 2019-січ. 2020              | «Реал Мадрид»               | ПД                          | 4         | 0         | КІ                 | 0                  | 0                  | ЛЧ                   | 1                    | 0                    | СІ            | 0             | 0             | 5      | 0      |
| січ.-серп. 2020             | «Баварія»                   | БЛ                          | 3         | 0         | КН                 | 1                  | 0                  | ЛЧ                   | 1                    | 0                    | СН            | -             | -             | 5      | 0      |
| 2020–21                     | «Реал Мадрид»               | ПД                          | 13        | 2         | КІ                 | 1                  | 0                  | ЛЧ                   | 2                    | 0                    | СІ            | 0             | 0             | 16     | 2      |
| Усього за «Реал Мадрид»     | Усього за «Реал Мадрид»     | Усього за «Реал Мадрид»     | 31        | 2         |                    | 6                  | 1                  |                      | 6                    | 0                    |               | 0             | 0             | 43     | 3      |
| 2021–22                     | «Фіорентина»                | A                           | 0         | 0         | КІ                 | 0                  | 0                  | -                    | -                    | -                    | -             | -             | -             | 0      | 0      |
| Усього за кар'єру           | Усього за кар'єру           | Усього за кар'єру           | 170       | 5         |                    | 8                  | 1                  |                      | 13                   | 1                    |               | 0             | 0             | 191    | 7      |

### Статистика виступів за збірну
Станом на 8 серпня 2020